# Waltham Forest (londýnský obvod)
Městská část Waltham Forest, plným názvem London Borough of Waltham Forest, je městským obvodem na severovýchodě Londýna a je součástí Vnějšího Londýna.
Městská část vznikla v roce 1965 a zahrnuje bývalé části Essexu Municipal Borough of Chingford, Municipal Borough of Leyton a Municipal Borough of Walthamstow.
V obvodu je mnoho pozůstatků doby kamenné a také roztroušené stopy osídlení v době Římanů.
Obvod byl pojmenován po zalesněném území nyní známém jako Epping Forest. Zákon Epping Forest Act z roku 1878 zajistil ochranu lesa a vymezil oblasti, kde je možno rozvíjet městskou zástavbu v jeho okolí – Chingford, Walthamstow a Leyton.
Hlavními centry obvodu jsou Chingford na severu, Walthamstow v centru (administrativní středisko obvodu) a Leyton a Leytonstone na jihu.
Waltham Forest je jedním z pěti obvodů, kde se konaly Letní olympijské hry 2012.

## Obvody městské části
- Chingford
- Chingford Hatch
- Friday Hill
- Hale End
- Higham Hill
- Highams Park
- Leyton
- Leytonstone
- South Chingford
- Upper Walthamstow
- Walthamstow